# Прато Новело (Болоња)
Прато Новело (итал. Prato Novello) је насеље у Италији у округу Болоња, региону Емилија-Ромања.
Према процени из 2011. у насељу је живело 6 становника. Насеље се налази на надморској висини од 904 м.